# Lisa Blount
Lisa Blount (* 1. Juli 1957 in Fayetteville, Arkansas; † zwischen dem 25. Oktober und dem 27. Oktober 2010 in Little Rock, Arkansas) war eine US-amerikanische Filmschauspielerin und -produzentin.

## Biografie
Lisa Blount wuchs in Jacksonville, Arkansas auf. Sie debütierte 1969 in Wer die Killer ruft. Nach der High School hatte sie mehrere kleinere Fernsehrollen, bevor ihr der Durchbruch als zynische Freundin von Debra Winger in Ein Offizier und Gentleman gelang. Für diesen Film wurde sie 1983 für den Golden Globe Award als Beste Nachwuchsdarstellerin nominiert. Eine weitere denkwürdige Rolle verkörperte sie als Jim Profits abscheuliche Stiefmutter Bobbi Stakowski in der kurzlebigen, aber gefeierten Fernsehserie Jim Profit – Ein Mann geht über Leichen.
Zusammen mit ihrem Ehemann Ray McKinnon gewann Blount 2002 den Oscar für den Besten Kurzfilm Der Buchhalter.
Blount wurde am Mittwoch, dem 27. Oktober 2010, tot in ihrer Wohnung aufgefunden, war vermutlich aber schon am 25. Oktober verstorben. Ihre Mutter Louise Blount hatte sie zwei Tage nicht erreichen können, fuhr zu ihr in die Wohnung und fand ihre Tochter leblos mit dem Mobiltelefon in der Hand auf dem Bett liegend.

## Filmografie (Auswahl)
- 1969: Wer die Killer ruft (Sam’s Song)
- 1981: Tot und begraben (Dead & Buried)
- 1982: Ein Offizier und Gentleman (An Officer and a Gentleman)
- 1984: Das Geheimnis der Phantom-Höhlen (The Secret Of The Phantom Caverns)
- 1985: Cut an Run (Inferno in diretta)
- 1985: Verbrannte Erde (Cease Fire)
- 1986: Die Androiden – Sie sind unter uns (Annihilator)
- 1986: Radioactive Dreams
- 1987: Die Fürsten der Dunkelheit (Prince of Darkness)
- 1987: Nightflyer (Nightflyers)
- 1988: South of Reno
- 1989: Blinde Wut (Blind Fury)
- 1989: Tau mich auf, Liebling (Out Cold)
- 1989: Great Balls of Fire – Jerry Lee Lewis – Ein Leben für den Rock’n’Roll (Great Balls of Fire!)
- 1992: Kehrseiten des Ruhmes (An American Story)
- 1993: In einer kleinen Stadt (Needful Things)
- 1994: Mord unter Freunden (Murder Between Friends)
- 1994: Welcome to Fear (Stalked)
- 1996: Box of Moonlight
- 1996–1997: Jim Profit – Ein Mann geht über Leichen (Profit) (Fernsehserie)
- 1999: Going South (If… Dog… Rabbit…)
- 2002: A.K.A. Birdseye
- 2004: Chrystal
- 2006: Randy and the Mob

## Auszeichnungen
- 1983: Nominierung für den Golden Globe Award als Beste Nachwuchsdarstellerin für Ein Offizier und Gentleman
- 2002: Oscar für den Besten Kurzfilm (Der Buchhalter) von und mit Ray McKinnon (Blount fungierte hier als Produzentin)
- 2005: Beste Darstellerin (Stockholm International Film Festival) für Chrystal